# Dicycla ferruginago
Dicycla ferruginago är en fjärilsart som beskrevs av Jacob Hübner 1802. Dicycla ferruginago ingår i släktet Dicycla och familjen nattflyn. Inga underarter finns listade i Catalogue of Life.